# Borís Godunov (Mússorgski)
|  | Per a d'altres significats, vegeu Borís Godunov (desambiguació) |

Borís Godunov és una òpera en un pròleg i quatre actes de Modest Mússorgski, amb llibret del mateix autor basat en l'obra homònima d'Aleksandr Puixkin, així com dels fets històrics del regnat del tsar Borís recollits per Nikolai Karamzín a Història de l'Imperi Rus. S'estrenà al Teatre Mariïnski de Sant Petersburg el 17 de febrer de 1873. A Catalunya es va estrenar al Liceu de Barcelona el 20 de novembre de 1915.
Es tracta d'un dels títols clau del repertori líric rus en particular i eslau en general, i fins i tot de tota la història de l'òpera.
La tragèdia lírica més gran del repertori rus, tracta sobre la coronació de Borís Godunov, la seva consciència culpable, les relacions amb els seus fills i la seva mort, així com de Demetri, que aquí és descrit com un monjo fugitiu, les seves relacions amb la princesa Marina i la seva pretensió al tron. Un altre dels protagonistes és el Poble -representat per la figura del cor-, maltractat pels canvis polítics, obligat a alegrar i victorejar quan ho ordenen els soldats, desfets per les salvatges actuacions d'una justícia grollera, i on apareix la patètica figura del simple (o l'idiota).

## Origen i context
Amb l'aparició del Grup dels Cinc va començar a tenir relleu l'òpera russa. L'autor més sorprenent va ser Modest Mússorgski, que va planejar un cicle sobre episodis de la història russa, el primer d'ells sobre el tsar Borís Godunov (1598-1605). Aquest, suposat assassí del tsarévitx Demetri, accepta ser consagrat tsar, però els seus remordiments i el seu pànic produeixen una crisi, de la qual naixeria el 1613 la dinastia Romànov.

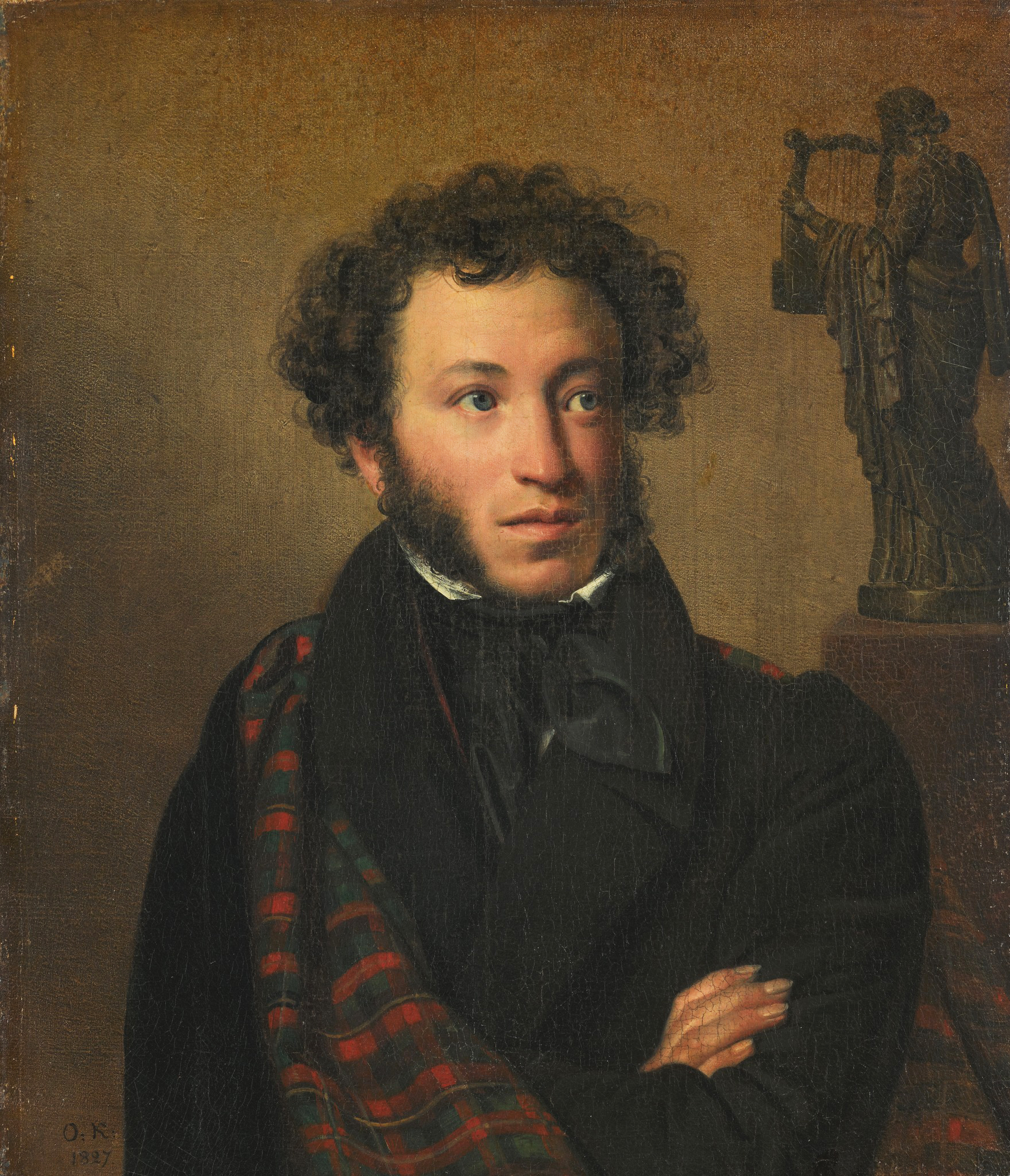
Aleksandr Puixkin, autor de l'obra en què es basa l'òpera

## Composició
Mússorgski va escriure una primera versió el 1869, dividida en quatre parts (set escenes), però va ser rebutjada per la Direcció dels Teatres Imperials. Molt més sintètica i intensa que l'òpera italianitzant en voga en aquella època, el teatre va al·legar la falta dels elements bàsics de la trama d'una òpera seriosa, com un personatge femení i, per tant, la inexistència d'una intriga amorosa. És curiós que l'òpera no fos censurada per motius polítics, quan en ella no es parla d'una altra cosa més que de política. Però en aquells moments ja no era possible censurar Puixkin.
El compositor va revisar l'òpera i va produir una versió el 1872, dividida en un pròleg i quatre actes (nou escenes). Gràcies a l'ajuda de Nikolai Rubinstein i del director d'orquestra Eduard Nápravník, que van oferir execucions d'escenes de l'obra en format de concert, la segona versió de l'obra va poder pujar als escenaris el 27 de gener de 1874. Ambdues versions ofereixen un retrat bastant diferent de Godunov.
Borís Godunov va ser «reorganitzada» i orquestrada dues vegades per Nikolai Rimski-Kórsakov (1896 i 1908) i una per Dmitri Xostakóvitx. Les versions de Kórsakov són les més interpretades a Rússia, mentre que les originals de Mússorgski, molt més fosques i, segons els crítics, més ajustades a la història, són les més interpretades a Europa i Amèrica. El 1997 l'Òpera del Teatre Kírov va realitzar un enregistrament de les dues versions sota la direcció de Valeri Guérguiev.

### Primera versió
Efectivament, Mússorgski es dedica, entre 1868 i 1874, a la realització de la seva obra més cèlebre, Borís Godunov. De totes maneres, en aquell mateix període –o, més exactament, fins a 1870- Mússorgski compongué així mateix el cicle de set cançons amb text propi L'habitació dels infants. També llavors foren realitzats els primers esborranys de Khovànxtxina.
Però, pel que fa a Borís Godunov, Mússorgski inicià la seva composició per consell de l'historiador Vladímir Nikolski i de Vladímir Stàssov. La base era el drama homònim de Puixkin, però Mússorgski no s'acontentà només amb ella; amb la col·laboració de Stàssov, es documentà vers l'època en què va viure Borís i de la societat russa del segle xvi, així com vers el vestuari del poble i l'aristocràcia. Font de la consulta habitual ho fou la Història de l'Estat Rus, de Nikolai Karamzín, que oferia la història d'aquell tsar amb amenitat molt singular.
Mússorgski portà a terme la partitura de Borís Godunov després d'un any i un mes d'absorbent treball, situació realment anòmala dintre de la seva dispersa trajectòria artística. La causa d'això va ser que el compositor se sentí plenament atret per una història que requeria una ambientació en la Rússia preeuropea, el recurs al color local, la confluència de la tragèdia amb el grotesc, i del dramàtic amb el còmic. L'estiu de 1870, la versió original de l'òpera, dividida en set quadres, era ja una realitat.
En el primer d'ells. Es comunicava a la multitud, congregada davant el convent de Txúdovo, que l'endemà es concentrés davant el Kremlin. El segon quadre ens trasllada a la plaça del Kremlin: és la gran escena del coronament de Borís entre les aclamacions del poble. En el tercer quadre, que transcorre de nou en el convent de Txúdovo (concretament a la cel·la del monjo Pimen) se'ns posa en antecedents: Pimen, que escriu la crònica de la història de Rússia, refereix el jove novici Grígori que Borís és un regicida: després d'haver ordenat la mort del petit tsarévitx Demetri, ha usurpat el tron. Assenyala que, si no hagués estat assassinat, tindria els mateixos anys que Gregori. En el quart quadre, Gregori ha fugit del convent i s'uneix a uns monjos captaires (Varlaam i Missaïl) en una fonda prop de la frontera lituana. Arriba la policia, però aconsegueix escapar saltant per una finestra.
Aquests primers quadres no experimentaren canvis substancials en les distintes versions que Mússorgski va haver de portar a terme, però en el qual respecta el material restant. Cal deixar ben clar que la primera versió de Borís és notablement diferent de la divulgada avui dia. El cinquè quadre transcorre a les estances del tsar al Kremlin; Borís es troba amb els seus fills Xènia i Fiódor, però el turmenten els remordiments que l'obliguen a evocar incessantment el tsarévitx assassinat. El quadre sisè, situat a la plaça de Moscou, davant la basílica de Basili el Benaurat, fou eliminat prematurament per Mússorgski, malgrat ser un dels més interessants de tota l'obra.
És una escena de masses, però en ella apareix un personatge admirable: l'Innocent. Es tracta d'un pobre infeliç que té la gosadia d'abordar el tsar quan aquest passa amb llur seguici i acusar-lo sense embuts de l'assassinat del petit Demetri. L'Innocent és sens dubte un dels personatges més commovedors de tota l'òpera, encara admetent que Mússorgski hagi limitat força llur intervenció. En fi, el setè quadre d'aquesta primera versió de Borís concloïa amb la reunió de la Duma dels boiars, dins el Kremlin; allà, Borís, perseguit per l'espectre del tsarévitx, s'acomiada del seu fill i expira.
L'obra Borís Godunov fou presentada de la forma descrita a la Comissió dels Teatres Imperials, amb vista a representar-la al Teatre Mariïnski de Sant Petersburg. La Comissió refusà la nova obra perquè principalment fugia de les convencions operístiques del seu temps: no hi havia cap paper principal femení, ni intriga amorosa; el ballet brillava així mateix per llur absència; no existien rivalitats o antagonismes i la figura del tsar, en contrast amb el seu poble, era omnipresent en excés. Per si no n'hi hagués prou, Borís Godunov posava en dubte la licitud de l'autoritat del tsar. Mússorgski rebé la notícia del refús el febrer de 1871, a la que s'hi sumava la notícia de la prohibició de la venda a Rússia del seu lied El seminarista decretada per la censura.

### Segona versió
Mentre Mússorgski s'esforçava per portar a terme una segona versió de Borís Godunov que resultés acceptable per a la Comissió dels Teatres Imperials (març de 1871- juliol de 1872) es produïren dos fets importants: en primer lloc, el fracassat intent del Grup dels Cinc de compondre una òpera col·lectiva, Mlada, fruit d'un encàrrec realitzat per la direcció del Teatre Mariïnski. En segon lloc, restava el fiasco que suposà l'estrena de l'òpera d'Aleksandr Dargomijski El convidat de pedra (Teatre Mariïnski, 16 de febrer de 1872). Aquest fet assenyala l'entrada en crisi del Grup dels Cinc, ja que Dargomijski, abans d'expirar el 1869, havia sol·licitat que la seva òpera fos conclosa per César Cui i instrumentada per Rimski-Kórsakov. Però el fracàs de la nova òpera el mateix dia de la seva estrena deixà per desgràcia força ben assentat que el manifest de Cui i les innovadores mesures teatrals defensades pels nacionalistes no es veien avalades pel públic (en el cas particular d'El convidat de pedra, si donava principalment una revalorització del recitatiu).
El desmembrament era encara més evident si es té en compte que Mili Balàkirev, a més de distanciar-se del Grup, havia estat apartat del Conservatori de Sant Petersburg; que William Ratcliff, òpera de Cui, tampoc va tenir cap èxit, i que Borís Godunov en la seva primera versió no havia estat admesa per la Comissió dels Teatres Imperials. És difícil saber si Mússorgski se sentí molt afectat o no per la desintegració del Grup. En tot cas és necessari recordar que Mússorgski sempre havia mantingut una prudent distància amb el grup –malgrat formar part d'ell–, amb major raó perquè persones com Cui havien emès opinions negatives respecte a algunes de llurs composicions.
En la nova versió de Borís Godunov, Mússorgski comptà una vegada més amb el suport de Stàssov i Nikolski, així com de l'arquitecte Víktor Hartmann. La tasca de Mússorgski s'orientà en tres sentits: arranjaments parcials que no enfosquiren el significat de les escenes; transformacions de fragments; supressions i afegitons d'episodis sencers. Per exemple, el cinquè quadre –el de les estances del tsar al Kremlin- fou transformat i se n'inclogueren alguns fragments nous. A més se li afegí a l'òpera un nou acte, conegut com l'acte polonès, que transcorre al palau de Sandomir: hi apareix l'ambiciosa princesa Marina Mníxek, que està enamorada de Gregori (aquest ara es fa passar pel tsarévitx Demetri, que de no haver estat assassinat per Borís tindria la mateixa edat; per mitjà seu, Marina espera arribar algun dia a ser tsarina de Rússia). Els plans de Gregori es veuen secundats per un altre nou personatge, el jesuïta Rangoni, el qual obté de Marina la promesa de convertir al poble rus al catolicisme en cas de fer realitat els seus somnis. Així doncs, s'introduïen una sèrie de convencions amb la fi d'acontentar un hipotètic públic de l'època: un paper femení de soprano que a més tenia amb el tenor (Gregori) un apassionat duo en un jardí cortesà i un breu ballet (la brillant polonesa). A més, Mússorgski suprimí el sisè quadre –el que transcorre davant la basílica de Basili el Benaurat- i col·locà al seu lloc, després de refer-la, l'escena de la mort de Borís. Per fi, aconsellat per Nikolski, realitzà un nou quadre, situat en últim lloc, el qual ens trasllada al bosc de Kromi, a la frontera lituana. Allà s'hi registra l'entrada dels invasors polonesos encapçalats pel fals Demetri. L'Innocent, recuperat per a posar punt final a l'òpera, plora el trist destí de Rússia.

## Representacions
Abans què Borís Godunov fos acceptada pels Teatres Imperials, Mússorgski s'esforçà a crear un ambient favorable a aquesta. Així, per exemple, el compositor solia interpretar als salons petersburgesos, fragments aïllats, ja fos en solitari, ja amb la col·laboració d'amigues seves. Així mateix, Dargomijski havia pogut escoltar, abans de morir, alguns fragments de la versió original. Per tot això, el director del Teatre Mariïnski decidí, amb motiu d'un acte per a recaptar fons, escenificar el març de 1873 l'"acte polonès" i l'escena de la fonda. L'empenta definitiva perquè Borís Godunov ingressés en aquell teatre arribà mercès a l'excel·lent cantant Iúlia Platónova, que el 1874, en el moment de renovar el seu contracte, sol·licità l'escenificació completa de l'obra. El director, malgrat haver sentit un segon veredicte advers a Borís per part de la Comissió, es decidí a estrenar l'òpera, confiat en la garantia que suposava tenir aquella cantant al repartiment.
L'estrena, per fi, es produí el 8 de febrer de 1874. Dirigí l'orquestra un músic molt contrari a Mússorgski i al Grup dels Cinc, Eduard Nápravník, el qual no obstant es prengué molt seriosament la seva feina. A més de la Platónova en el paper de Marina, prengueren part en aquesta première el baríton Ivan Mélnikov com a Borís; Dària Leónova com la Fondista; Óssip Petrov com a Varlaam... El públic es mostrà entusiasmat, però la crítica no, que en general s'expressà amb una actitud força negativa. Amb tot, Borís es va mantenir en cartell durant els vuit anys següents. Altres músics i col·legues es mostraren perplexes o irritats; així, Balakírev i Rimski-Kórsakov li reprovaren a Mússorgski la manca de destresa tècnica i de conformisme teatral. No deixa de resultar curiós que els antics membres del Grup dels Cinc no haguessin sabut trobar en Borís els principis que ells mateixos defensaren, ara reunits per primer cop en una òpera i amb gran valentia. A més, i malgrat el perill que això implicava, Mússorgski subratllava –més encara que en el drama original de Puixkin- la imatge del poble oprimit i explotat, víctima de les lluites entre poderosos, i l'elevava al rang, juntament amb Borís, de protagonista desenvolupant amb gran saviesa polifònica llurs múltiples intervencions.
Pel que respecta a les versions posteriors de Borís Godunov, s'ha de recordar que durant molt de temps predominà la de Rimski-Kórsakov el 1891-1895. Després els musicòlegs Pàvel Lamm (el 1928) i David Lloyd-Jones (el 1875) portaren a fi dues versions, més autèntiques que la de Rimski, ja que partien de fonts manuscrites originals.
Després de la Primera Guerra Mundial va esclatar una violenta polèmica sobre la refosa de Rimski-Kórsakov. Era l'època en què dominava el desig de sentir totes les obres en versió original. Hi va haver polèmiques escrites que van durar anys i en què el refonedor va ser atacat durament. Es deia que Rimski-Kórsakov hi havia «falsificat» harmonies, havia «suavitzat» acords audaços, s'havia adaptat fins i tot antigues cançons russes a la seva pròpia versió posromàntica. El refonedor havia intervingut profundament també en l'acció de l'obra; una representació de la versió original duraria una mica més de cinc hores. L'editorial estatal soviètica va publicar en 1928 la versió original i va incloure les variants, reconstruïdes acuradament, que el mateix compositor havia creat. I ja el 1939, Dmitri Xostakóvitx va emprendre la tasca de revisar completament l'orquestració; no la va tocar pel que fa a l'estructura, l'harmonia, etc. Aquesta nova versió es va sentir per primera vegada el 1959 a Leningrad, el 1960 al Metropolitan Opera House de Nova York, el 1961 a l'Òpera de Berlín Est. Cada teatre realitza la seva pròpia versió de l'acció dramàtica.
L'estrena al Gran Teatre del Liceu, el 20 de novembre de 1915, de l'òpera Borís Godunov marca l'inici de l'esplendor de l'òpera russa a Barcelona. El gust per l'orientalisme i la força d'unes òperes en les quals el poble, representat per la figura del cor, n'és el màxim protagonista, van impactar al públic català. Aquest va acollir i aplaudir la incorporació de les obres i dels compositors eslaus al repertori del teatre.

## Argument
Escena primeraEl tsarevitx Demetri, fill d'Ivan el Terrible, ha mort en circumstàncies estranyes el 1591. El 1598, al pati del monestir de Novodévitxi, prop de Moscou, el poble rus espera un successor al tron. El boiar Txelkalov els convoca a tots a la plaça del Kremlin l'endemà.
Escena segonaEn una plaça del Kremlin, el príncep Xúiski anuncia que la Duma de nobles russos ha elegit el boiar Borís Godunov, que amb profunda pena és coronat tsar a la plaça del Kremlin.
Escena terceraAl monestir dels Miracles, el vell monjo Pimen escriu una crònica de la història de Rússia en un monestir del Kremlin. Li falta redactar encara l'últim capítol, abans de passar la tasca al seu deixeble Gregori; es tracta de l'assassinat del tsarevitx Demetri a instàncies de Borís Godunov. Gregori sent que ell tindria la mateixa edat que Demetri si aquest visqués encara i es proposa fer justícia.
Escena quartaEn un hostal a la frontera amb Lituània, la tavernera canta la cançó d'un ànec. Arriben tres clients, els monjos vagabunds Varlaam i Missaïl, així com Gregori, que ha fugit del monestir, disfressat de pagès. Mentre els monjos s'emborratxen, a Gregori la tavernera li indica la manera de passar la frontera cap a Lituània. Un oficial de policia analfabet entra amb una ordre de detenció contra un fugitiu de Moscou; Gregori, que entén que és a ell a qui busquen, s'ofereix a llegir l'ordre, modificant la seva descripció perquè sembli la del monjo Varlaam. Indignat, aquest acaba per llegir com pot l'ordre, moment en què Gregori treu un ganivet i fuig de la posada.
Escena cinquenaA les estances del tsar, Xènia, la filla de Borís, plora desconsolada la mort del seu promès. El seu germà Fiódor i la dida entonen cançons infantils. Quan Borís apareix, Fiódor li demostra els seus coneixements de la geografia de l'Imperi Rus, mentre Borís mostra inquietud per la seva autoritat dins del regne. El príncep Xúiski interromp l'ambient familiar per anunciar que un usurpador, sota el nom de Demetri, es fa passar a Polònia per aspirant al tron del tsar amb el suport del rei, els nobles i el Papa. Pres del pànic, Borís pateix al·lucinacions en què creu veure el nen mort -l'autèntic Demetri- en una cantonada de l'habitació.
Escena sisena ("Acte polonès", només en la versió de 1872)Al castell de la ciutat polonesa de Sandomir, la princesa Marina Mníxek prepara la seva trobada amb el (fals) Demetri. Quan somia desperta amb el seu gloriós futur com a tsarina, el jesuïta Rangoni persuadeix Marina perquè utilitzi els seus encants per tal de seduir Demetri i aconseguir que Rússia abandoni el credo ortodox i torni al catolicisme.
Escena setenaAl jardí del palau de Sandomir, el fals Demetri espera l'arribada de Marina. En el diàleg entre tots dos, Marina expressa fredament el seu escàs interès per l'amor i fa partícip a Demetri dels seus desitjos de poder. Tots dos canten un duo amorós.
Escena vuitena (Versió de 1869, suprimida en la versió de 1872)Davant la catedral de Sant Basili a Moscou, el poble rus discuteix sobre l'anatema promulgat contra Gregori. Un pobre idiota (innocent) és objecte de les burles dels nens, que a més li roben els pocs diners que porta. Borís apareix i el poble li demana pa. L'idiota prega al tsar que el defensi dels nens, però al mateix temps es nega a pregar per ell. Quan l'idiota l'anomena "Rei Herodes", Borís desapareix horroritzat.
Escena novena (Versió de 1869; escena primera en la versió de 1872)Al palau de les Facetes del Kremlin, la Duma debat com procedir contra el fals Demetri, que s'aproxima a Rússia amb un exèrcit des de Polònia. Xúiski relata l'estranya conducta del tsar Borís, qui poc després es presenta davant els boiars, embolicat en les seves al·lucinacions. El vell Pimen fa la seva aparició i narra la miraculosa curació d'un cec davant la tomba de l'autèntic nen Demetri. A punt d'esfondrar-se, Borís nomena al seu fill Teodor successor al tron de Rússia i mor.
Escena desena ("Escena de Kromi", només en la versió de 1872 com a escena segona)En el clar del bosc prop de la ciutat de Kromi, una multitud ha capturat al boiar Khruixtxov amb el propòsit de colpejar-lo i assassinar-lo. Arriben els monjos Varlaam i Missaïl i poc després dos jesuïtes cantant en llatí. Incapaç d'entendre els seus cants, la xusma pretén linxar dos jesuïtes, moment en el qual apareix el fals Demetri i convoca a tots sense excepció -ortodoxos, jesuïtes, boiars i la massa popular- a acompanyar-lo en la seva marxa triomfal cap a Moscou. Enrere queda en solitari el pobre idiota, que entona un lament sobre l'infortuni del famolenc poble rus.